# Mandau
Il Mandau o Parang Ihlang è una spada corta (nemmeno un metro) dell'Sud-Est Asiatico tipica dei cacciatori di teste del Borneo e dei Daiachi. Ha lama monofilare, stretta, con punta sbieca e contro-taglio spesso decorato più corto del filo. L'impugnatura è spesso decorata con piume, peli di animale e/o filo colorato. La varietà Parang Pandit presenta una punta squadrata o comunque non appuntita e la lama che forma un angolo di circa 150° con l'elsa, e della stessa lunghezza del Mandau.
Queste armi sono state rese celebri dal romanziere italiano Emilio Salgari (1862-1911) che ne fece l'arma d'elezione, unitamente al kriss, dei pirati di Sandokan.